# Aarupokhari
Aarupokhari (en népalais : आरुपोखरी) est un comité de développement villageois du Népal situé dans le district de Gorkha. Au recensement de 2011, il comptait 4 564 habitants.